# Nombre 192
El nombre 192 (CXCII) és el nombre natural que segueix el nombre 191 i precedeix el nombre 193.
La seva representació binària és 11000000, la representació octal 300 i l'hexadecimal C0.
La seva factorització en nombres primers és 2⁶×3; altres factoritzacions són 1×192 = 2×96 = 3×64 = 4×48 =6×32 = 8×24 = 12×16.